# تیو پوزو
تیو پوزو (به اسپانیایی: Tío Pozo) یک منطقهٔ مسکونی در آرژانتین است که در سانتیاگو دل استرو واقع شده‌است.